# Phrixgnathus celia
Phrixgnathus celia är en snäckart som beskrevs av Hutton 1883. Phrixgnathus celia ingår i släktet Phrixgnathus och familjen punktsnäckor. Inga underarter finns listade i Catalogue of Life.